# Foster the People
A Foster the People egy amerikai indie pop együttes. A tagok 2009-ben alapították meg a zenekart, Los Angelesben. Az együttes tagjai: Mark Foster (ének, szintetizátor, zongora, gitár, ütős hangszerek), Cubbie Fink (basszusgitár és háttérének) és Mark Pontius (dob és egyéb ütős hangszerek). Az együttes dalai megannyi zenei stílust ölelnek fel, de ezek közül is a dance hatású pop, rock kategóriájával lehetne a leginkább jellemezni őket.
A zenekar tényleges alapítója Mark Foster, aki több éven keresztül próbálkozott zenei karrierje beindításával Los Angelesben, illetve reklám zenéket is írt. Végül Foster "Pumped Up Kicks" című sikerdala után 2010-ben a Startime International felajánlott a zenekarnak egy lemezszerződést. Rajongóbázisukat kisebb klubkoncertek során és fesztiválokon – Coachella, South by the Southwest – építették ki. Miután 2011 májusában kiadták első lemezüket, a Torches-t, a "Pumped Up Kicks" című daluk világszintű siker lett a kereskedelmi rádiókban. A Billboard alternatív dalok listáján az első, a rockslágerek listáján a harmadik, a Top 100-as listáján pedig a harmadik helyig tornázták fel magukat. Az együttes két Grammy-jelöléssel is büszkélkedhet: Torches című lemezüket és a "Pumped Up Kicks" dalukat jelölték.

## Történet

### Kezdetek
Miután Mark Foster befejezte a középiskolát (Nordonia High School, Cleveland, Ohio) édesapja biztatására Los Angelesbe költözött nagybátyjához, hogy elkezdje építeni zenei karrierjét. Foster rengeteg helyen dolgozott, s közben éjszakánként Hollywood bulijait járta, hogy kapcsolatokat építhessen. "Úgy éreztem magam, mint egy 18 éves Hunter S. Thompson. Egyre jobban belesüllyedtem Hollywood szubkultúrájába. Nem féltem magammal vinni a gitáromat egy-egy buliba. A figyelem középpontjába akartam kerülni”. Los Angeles-i élete kezdetén drogproblémákkal küzdött: „Nagyon sötét helyre kerültem. A barátaim azt hitték meg fogok halni. Nem láttam be, hogy problémám van. 19 éves koromra végül eljutottam arra a pontra, amikor azt mondtam „ebből elég volt”. Az idő csak elszaladt mellettem, miközben én semerre se haladtam”.
Többször is megpróbálkozott az együttes alapítással, de nem járt sikerrel. Állítása szerint 22 éves korában felkereste az Aftermath Entertainment, hogy támogassák zenei karrierjét, de ez a lehetőség végül elszállt. A következő pár évben Foster pincérként dolgozott egy kávézóban, s közben alkotói válságban szenvedett. Mégsem hagyta ott Los Angeles-t: 2008-ban kapott egy reklámzene írói állást a Morphonics-nál. Visszaemlékezve hasznosnak találta ezt az időszakot: „Megtanultam, hogy milyen zene működik és milyen nem”. Nőtt az önbizalma és a színpadi lámpaláz is egyre csökkent. Zenéi rengeteg stílusból táplálkoztak, azonban a különböző rétegeket egyszerűen nem tudta összeegyeztetni elektronikus elképzeléseivel. „Írtam egy dalt, ami inkább a hiphop irányába mozdult el. Egy másik már inkább elektronikusra sikerült, a következő spirituális, még egy másik pedig már egy klasszikus zongoradarab lett. Folyton azon dolgoztam, hogy ezeket az elemeket végre összehozzam – 6 évembe telt, hogy összejöjjön”. Mindeközben még mindig arra vágyott, hogy egy zenekar tagja lehessen: „Egyszer egy nagy arénában léptem fel. Teljesen egyedül voltam a színpadon, egyedül a laptopom volt mellettem. Borzalmas volt. Már akkor tudtam, hogy nekem egy zenekar kell”.
A Foster the People Mark Pontius feltűnésével született meg, aki Malbec nevű zenekarát hagyta el, hogy Mark Fosterrel saját együttest alapíthassanak 2009-ben. Pontiust lenyűgözte Foster zenei sokszínűsége, és a dalai, amiket mindaddig alkotott: „Voltak gitáros dalok, és számítógépes alapok, de igazából egy ilyen énekes-dalszerző dolog volt a maga kis sajátos, trükkös ritmus technikájával. Úgy éreztem ezekkel az alapokkal bármilyen irányba elindulhatunk”. Ezután pedig újabb taggal bővült az akkor már kétfős banda: Foster egyik jó barátja, Cubbie Fink csatlakozott hozzájuk, aki a válság miatt elvesztette basszusgitáros állását az egyik televíziós produkciónál. Mark Foster eredetileg Foster & the People-nak nevezte el az együttest, de az emberek félreértették, ezért lettek végül Foster the People.

### Kitörés
Nem sokkal a zenekar megalakulása után Mark Foster megírta, és felvette a Pumped Up Kicks című dalukat, mely mint kiderült, az igazi áttörést hozta meg nekik. Miután Foster 2010-ben ingyenesen kiposztolta az internetes oldalára a dalt, hamar felkeltette az emberek figyelmét: a Nylon magazin például egy internetes kampányához használta fel. Ezután jöhetett a lassú építkezés: a South by the Southwest fesztiválon élőben is megmutatták magukat. Ezt követően mindenki e-mailekkel és telefonokkal bombázták az énekest a slágerük miatt. Foster tanácstalanul állt a nagy siker előtt, ezért felhívta egyik menedzser ismerősét, Brent Kedelt (Monotone, Inc.): „Mindenki minket hívogat. Mit csináljunk? Kik a jófiúk és kik a rosszak?” Végül Kedel Bratt Williams-szel társulva, együtt menedzselték az együttes ügyeit - a Warner Bros., az Atlantic, a Columbia, és a Universal Republic is érdeklődött. 2010 májusában a Startime International-hez szerződtek le.

### Koncertezés
2010 októberében már jó pár kisebb helyen léptek fel: ezek voltak az első élő fellépéseik, hiszen korábbról nem voltak hasonló tapasztalataik. Azonban nagyon nehezen találtak helyeket, hiszen a támogatók bizonytalanul fogadták, hogy még sosem léptek fel. Ezért a zenekar e-mailezni kezdett a rajongóinak – minden olyan rajongónak küldtek egy meghívót, aki letöltötte az oldalukról a Pumped Up Kicks-t. 2011 elejére végül már egy nagyobb „megrendelés” is érkezett: a Coachella fesztivál egyik nagyobb sátrában léphettek fel. Eközben persze a zenekar egyre több kisebb show-t rendezett, melyekkel folyamatosan bővült a rajongótáboruk.

## Diszkográfia
- Torches (2011)
- Supermodel (2014)
- Sacred Hearts Club (2017)

## Fordítás
- Ez a szócikk részben vagy egészben  a   Foster the People című angol Wikipédia-szócikk ezen változatának fordításán alapul.  Az eredeti cikk szerkesztőit annak laptörténete sorolja fel. Ez a jelzés csupán a megfogalmazás eredetét és a szerzői jogokat jelzi, nem szolgál a cikkben szereplő információk forrásmegjelöléseként.